# Elisabeth Congdon
Elisabeth Mannering Congdon (Duluth, Minesota; 22 de abril de 1894-27 de junio de 1977) fue una mujer de la alta sociedad de Minesota que adquirió fama tras su asesinato y el de su enfermera en 1977.

## Biografía

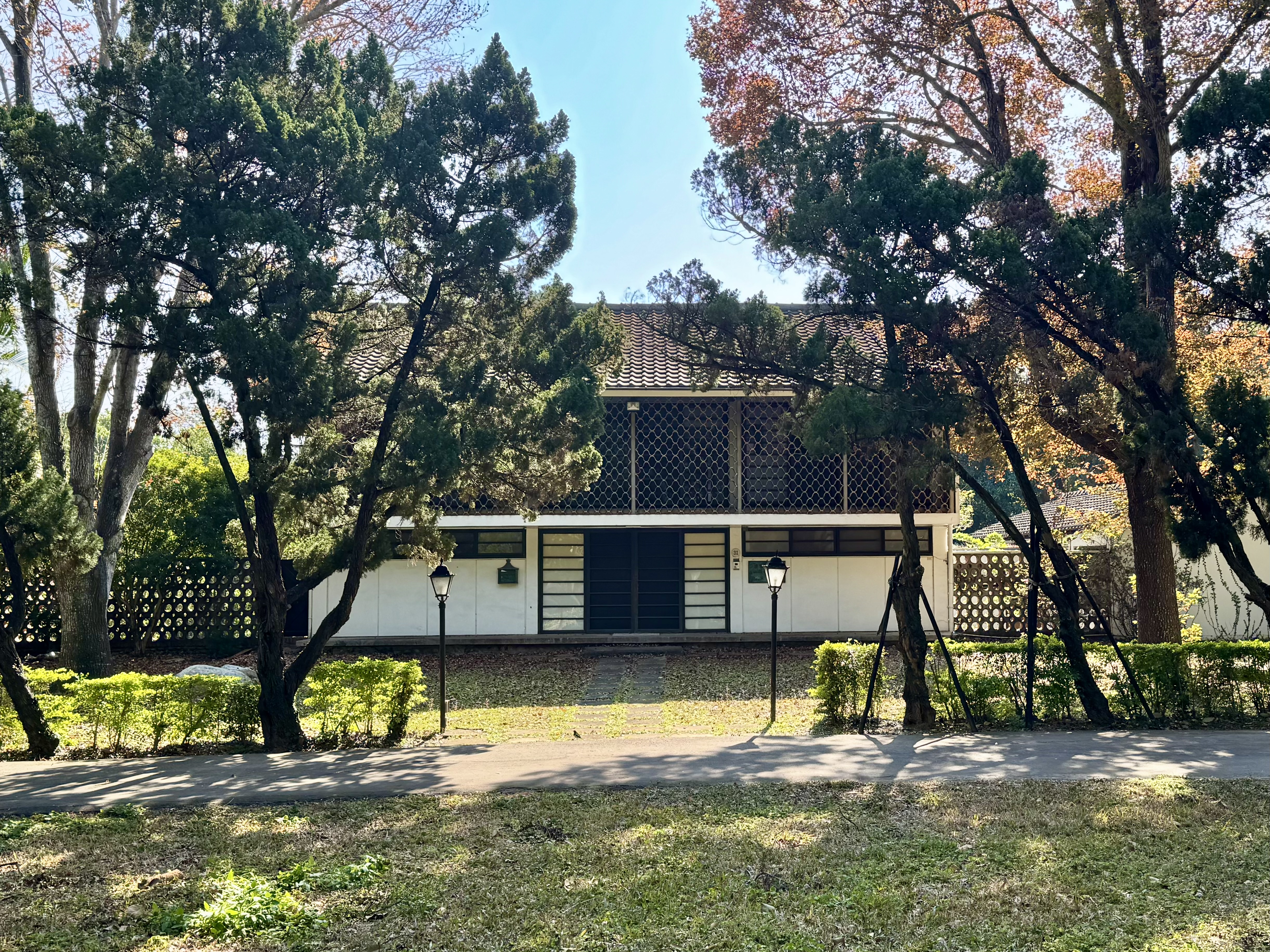
Congdon House, la residencia presidencial de la Universidad de Tunghai en Taichung, Taiwán, donada por Elisabeth Congdon en 1959.

### Orígenes
Elisabeth Congdon nació en Duluth, Condado de St. Louis, el 22 de abril de 1894. Fue la sexta hija del magnate minero Chester Adgate Congdon y su esposa Clara Hesperia Bannister Congdon. En 1905, Chester inició la construcción de Glensheen Historic Estate, una mansión de 39 habitaciones ubicada en un terreno de su propiedad de 89 000 m² (metros cuadrados) en Duluth, finalizando las obras en 1909 y siendo Elisabeth y su hermano Robert los únicos en pasar parte de su juventud en la propiedad.
Al igual que sus hermanas mayores, Elisabeth asistió al Dana Hall, un colegio privado para señoritas en Massachusetts, ingresando en el Vassar College en 1915, si bien debió abandonarlo tras la muerte de su padre en 1916, tras lo cual se dedicó a ayudar a su madre a administrar la propiedad, realizando así mismo actos de servicio a la comunidad. Según el autor Gail Feichtinger:

Aquellos que conocían bien a Elisabeth dijeron que no daba la impresión de pertenecer a una de las familias más ricas de la ciudad. Rehuía las prendas lujosas, prefiriendo en su lugar llevar finos y simples vestidos de algodón... De acuerdo con un amigo, a Elisabeth «le gustaba hacer cosas por los demás, pero era muy natural con la gente—nunca la vieron como una presumida».

Pese a que nunca contrajo matrimonio, Fred Wolvin, hijo del Capitán August Wolvin, dejó a Elisabeth dinero en su testamento para la compra de un anillo en conmemoración de la amistad entre ambos, adquiriendo Elisabeth un anillo de cúpula de zafiros y diamantes el cual llevaba siempre en su dedo meñique. Tras la muerte de su madre en 1950, Elisabeth heredó Glensheen.

### Marjorie
En 1932, Elisabeth, soltera y con casi 40 años, adoptó una niña, Jacqueline Barnes, a la que llamó Marjorie Mannering Congdon. Una segunda niña, Jennifer Susan Congdon (fallecida el 15 de mayo de 2017), sería adoptada en 1935. Marjorie era considerada la oveja negra de la familia debido a que pedía dinero a su madre constantemente, además de haber contraído matrimonio en numerosas ocasiones. Marjorie había sido diagnosticada como sociópata en 1949, motivo por el que fue internada en instituciones especializadas, lo que supuso una aparente mejora de su salud mental. Marjorie tuvo siete hijos con su primer esposo, Dick LeRoy, a los cuales malcrió con todo tipo de lujos, la mayor parte de ellos pagados a expensas de Elisabeth, divorciándose tras veinte años de matrimonio. Su segundo esposo fue Roger Sipe Caldwell, quien junto con Marjorie solía pedir dinero a Elisabeth con el fin de poder cumplir su sueño de poseer un rancho de caballos, habiendo solicitado un mes antes de los asesinatos $750 000 para este fin a los fideicomisarios de Congdon, cantidad que finalmente fue denegada.
Poco antes de su muerte, en 1973, Elisabeth cayó gravemente enferma tras ingerir un sándwich untado con mermelada casera elaborada por Marjorie. Pese a que los médicos lograron salvar su vida, no encontraron explicación para las altas dosis de tranquilizantes presentes en su cuerpo.

### Asesinato
El 27 de junio de 1977, Elisabeth y su enfermera Velma Pietila (nacida el 26 de abril de 1911) fueron halladas brutalmente asesinadas. Elisabeth murió asfixiada en su cama con una almohada de satén mientras que Velma, cuyo cadáver apareció recostado en un banco situado bajo un gran ventanal en un descansillo de la escalera principal, fue golpeada hasta la muerte con un candelero. El móvil del crimen resultó incierto en un principio debido a que pocos objetos valiosos fueron sustraídos de la casa. El asesinato de Elisabeth ocurrió en la habitación de su hermana mayor Helen, si bien también se cree que su muerte tuvo lugar en su propia habitación, la cual estaba decorada con lujosos muebles y artículos procedentes de Francia. Después de que Helen se mudase de la mansión, Elisabeth ocupó su dormitorio debido a que era más grande que el suyo, siento este cuarto fácilmente reconocible gracias al color gris de las paredes y al tono rosado de los azulejos que rodean la chimenea.

### Investigación y hechos posteriores
Marjorie iba a recibir $8 000 000 tras la muerte de su madre, de los cuales ya había dilapidado $2 000 000 en la década previa a los crímenes. Tres días después del crimen, Marjorie autorizó un documento en el que constaba que Roger iba a recibir $2 500 000 de su parte de la herencia. Tras el funeral, ambos viajaron a Twin Cities, donde Caldwell debió ser ingresado en un hospital tras sufrir un colapso, descubriéndose una gran cantidad de sedantes en su organismo similares a los presentes en el cuerpo de Elisabeth en 1973. Tras el registro de la habitación del hotel en el que se hallaban hospedados en Bloomington, las autoridades encontraron, entre otras evidencias, el reloj de diamantes que Elisabeth llevaba puesto cuando murió así como su anillo, por lo que ambos fueron arrestados, siendo Roger juzgado primero y condenado en 1978, mientras que Marjorie fue absuelta en 1979, circulando el rumor de que celebró el veredicto organizando una fiesta con los miembros del jurado. Por su parte, la Corte Suprema de Minesota revocó la condena de Caldwell en 1983. En vez de arriesgarse a una posible absolución en un nuevo juicio, la acusación ofreció a Roger un acuerdo con la Fiscalía, el cual consistía en confesar el crimen, ser declarado culpable de asesinato en segundo grado y considerar el tiempo servido en prisión como condena cumplida (Caldwell sirvió cinco años de una pena de veinte). Roger aceptó el acuerdo y confesó ambos asesinatos el 5 de julio de 1983. Tras suicidarse el 8 de mayo de 1988, se halló una nota en la que Caldwell se declaraba inocente del asesinato de Elisabeth, no llegando a recibir nunca el dinero prometido por Marjorie, quien tras el crimen sería condenada por fraude al seguro e incendio provocado en 1984, delito que repetiría en 1991 al ser sorprendida tratando de quemar la casa de su vecino, siendo encerrada el 19 de julio de 1993 en el Complejo Penitenciario del Estado de Arizona: Perryville, concediéndosele no obstante un permiso de 24 horas para ayudar a su tercer esposo, Wally Hagen, a viajar desde Tucson hasta su casa en Ajo. Wally moriría horas después de su llegada a causa de una sobredosis, declarando Marjorie que ambos tenían un pacto de suicidio. Pese a que llegó a ser considerada sospechosa de la muerte de Hagen, con quien se había casado en 1982 sin haberse divorciado de Caldwell (lo que la convirtió en bígama), las autoridades de Arizona nunca presentaron cargos contra ella, si bien los hijos del primer matrimonio de Wally sospechaban que Marjorie podía haber estado involucrada en la extraña muerte de la primera esposa de Hagen. Marjorie fue puesta en libertad el 5 de enero de 2004, volviendo a ser arrestada el 23 de marzo de 2007 en su residencia en un centro de asistencia en Tucson (Arizona), acusada, entre otros delitos, de fraude informático.
En noviembre de 2008, Marjorie se declaró culpable de fraude por haber retirado ilegalmente fondos de la cuenta bancaria de Roger Sammis tras su muerte. Sammis había estado al cuidado de Marjorie hasta su deceso, por lo que se llegó a sospechar nuevamente de un caso de asesinato, sobre todo por el hecho de que Marjorie ordenó cremar el cuerpo antes de que se pudiese determinar la causa de la muerte, denegando un juez del Sur de Arizona la salida en libertad condicional de Marjorie en noviembre de 2010.